# Saint-Hilaire-Fontaine
Saint-Hilaire-Fontaine è un comune francese di 196 abitanti situato nel dipartimento della Nièvre nella regione della Borgogna-Franca Contea.

## Società

### Evoluzione demografica
Abitanti censiti